# Asellus shikokuensis
Asellus (Asellus) shikokuensis là một loài chân đều trong họ Asellidae. Loài này được Matsumoto miêu tả khoa học năm 1960.